# Złomisty Wierch Południowy
Złomisty Wierch Południowy (1215 m) – szczyt w głównym grzbiecie Pasma Radziejowej w Beskidzie Sądeckim, jeden z dwóch Złomistych Wierchów, których wierzchołki położone są w odległości około 700 m od siebie. Złomisty Wierch Południowy znajduje się między Złomistym Wierchem Północnym (1224 m) a Bukowinkami (1209 m).
Złomisty Wierch Południowy jest zwornikiem; na południe do doliny Grajcarka odbiega od niego grzbiet ze stokiem Kotelnice i szczytem Świniarki. Ze stoków Złomistego Wierchu Południowego wypływają trzy potoki: w południowo-zachodni stok wcina się dolinka dopływu Starego Potoku, z południowo-wschodniego wypływa Czarna Woda, na północno-wschodniem stoku trzema źródłowymi ciekami wypływa Średni Potok.
Cały masyw Złomistych Wierchów porasta las. Jednak przed laty masowy pojaw zasnui wysokogórskiej spowodował ogołocenie z drzew znacznych części Pasma Radziejowej w tej okolicy. Dzięki temu grzbiet na odcinku od Prehyby po Wielkiego Rogacza stał się bezleśny i widokowy. Las jednak odradza się i widoki są już mocno ograniczone. Południowe stoki Złomistych Wierchów przecina gęsta sieć dróg leśnych, którymi zwożono drzewo z obumarłego lasu.
Przez Złomiste Wierchy biegnie granica między miejscowościami Jaworki w powiecie nowotarskim i Roztoka Ryterska w powiecie nowosądeckim. Od szlaku turystycznego około 50 m od szczytu Złomistego Wierchu Południowego w południowym kierunku biegnie dróżka do zarastającej polany Młaki, położonej na wysokości około 108 m. Dawniej była na niej smolarnia, w czasie II wojny światowej wykorzystywana przez partyzantów na kwaterę. Przez polanę tę biegnie leśna droga stokowa w dolinę Starego Potoku i do Jaworek.

## Szlaki turystyczne
Przez Złomiste Wierchy prowadzi Główny Szlak Beskidzki. Równolegle do niego północnymi stokami Pasma Radziejowej biegnie leśna Ścieżka Teodora.
 Rytro – Niemcowa – Radziejowa – Złomisty Wierch Południowy – Złomisty Wierch Północny – Prehyba – Krościenko
 narciarski czerwony Prehyba – Rytro

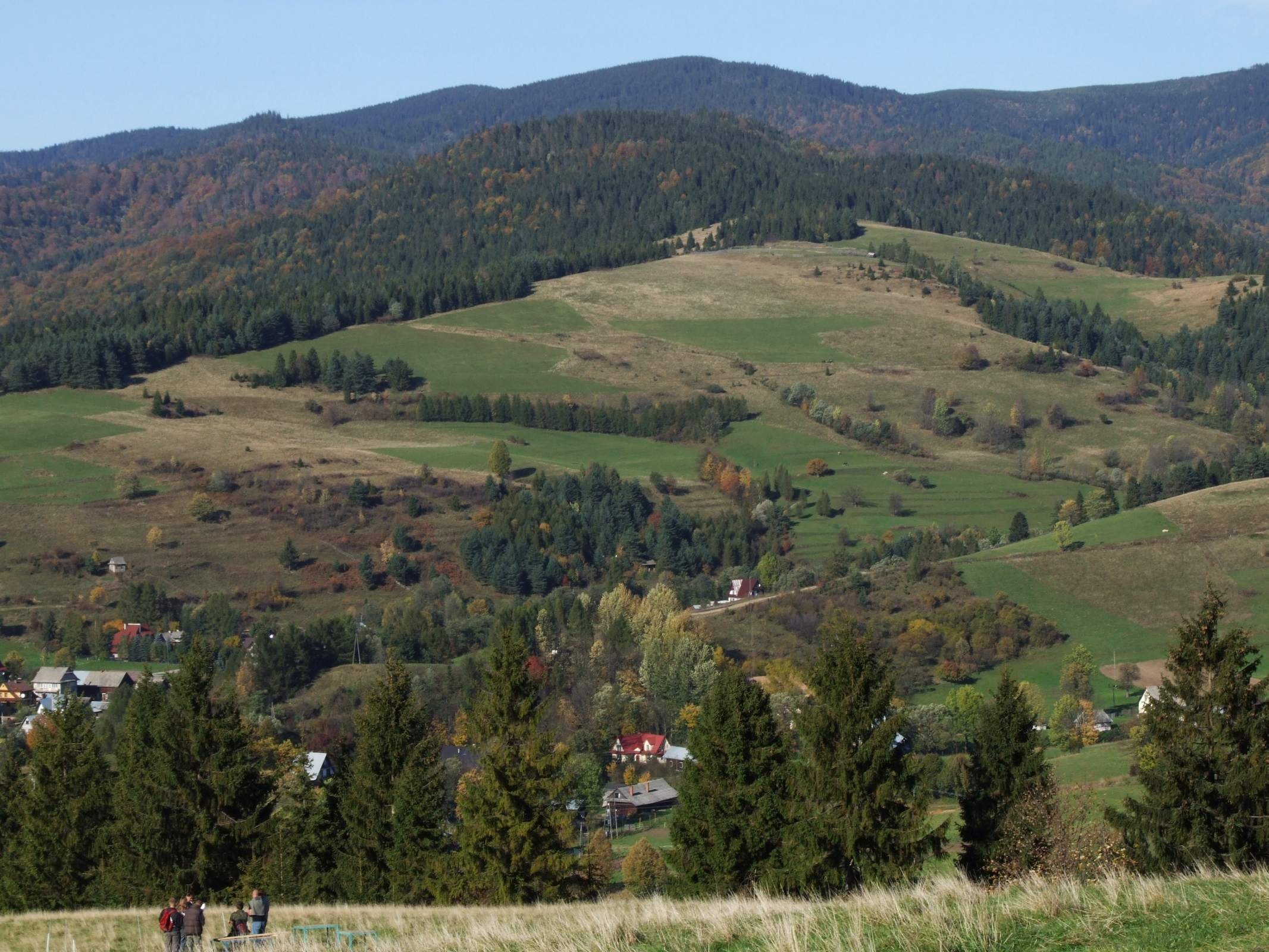
Złomisty Wierch i Świniarki, widok z Jaworek